# Olua
Olua est le quatorzième oba du Bénin qui règne sur le royaume du Bénin de 1473 à 1480. Il est le deuxième enfant d'Ewuare. Le règne d'Olua est connu pour ses actions et l'établissement du royaume Itsekiri par l'intermédiaire de son fils Olu Ginuwa.

## Jeunesse et accession au trône
Olua est l'enfant d'Oba Ewuare et de l'une de ses épouses, qui est exécutée par Ewuare pour une transgression dans le harem. On lui refuse les rites funéraires généralement donnés aux épouses des oba. Quand Olua devient l'Oba, il dirige les rites finaux pour elle, malgré les conseils selon lesquels cela pourrait mettre son règne en danger. Cette action suscite l’animosité à son égard parmi la population béninoise.
Olua n'est pas le premier-né d'Ewuare, mais est choisi par son père comme Edaiken (héritier désigné). Selon la tradition béninoise, les Edaiken sont censés vivre en dehors de la capitale parmi les chefs héréditaires, mais Olua s'y refuse par peur de son frère aîné Okpame. Sa sœur aînée, Edeleyo, est invitée à régner à sa place, mais elle tombe malade et meurt. L'Uzama et l'Eghaevbo (Conseil de l'Oba) décrètent qu'aucune femme ne devrait être autorisée à régner à l'avenir. Les chefs persuadent Olua d'accepter la couronne et envoient son plus jeune fils à Eho pour se prémunir contre l'attaque d'Okpame.

## Règne

### Réputation
Olua est connu pour ses actes de gentillesse. Il paye parfois les dettes des autres lorsqu'ils ne sont pas en mesure de les payer, et il offre des cadeaux à ceux qui en ont besoin. La tradition orale indique qu'il aurait donné une cuisse de vache à une femme affamée et une perle de corail à un homme sauvé de la noyade. Cependant, ces actions ne sont pas unanimement soutenues. La femme est tombée à cause du poids de la viande et l'a reproché à Olua tandis que l'homme considère que les perles de corail sont si communes au palais qu'elles n'ont pas de valeur. Les actions d'Olua épuisent le trésor royal  .
Olua fait face à l'opposition de certains de ses fonctionnaires et sujets. Il demande conseil à son fils Iginuwa sur la façon de les gérer. Iginuwa suggère un châtiment strict, qu'Olua met en œuvre. Cependant, cette action détériore la réputation de son fils auprès de la population du royaume, si bien qu'ils refusent de l'accepter comme oba après la mort d'Olua,.

### Création du royaume Itsekiri
Connaissant le manque de popularité de son fils aîné Iginuwa, Olua décide de lui créer un royaume au bord de la mer . Iginuwa, conscient de sa réputation négative, accepte l'offre. Pour garder le plan caché à ses chefs, Olua leur demande d'envoyer leurs fils avec Iginuwa pour lui offrir un sacrifice au bord de la mer . Iginuwa reçoit les insignes nécessaires et le titre Odihi-n'ame , signifiant « celui à qui appartient la mer ». Il prend le nom d'Olu des Itsekiris, d'après le nom d'Olua. Il gagne ensuite le surnom d'Iginua le fier.
Olua prépare une grande boîte remplie de vêtements royaux et d'autres objets pour Iginuwa, plaçant des victimes sacrificielles dessus pour cacher le contenu  . Il fait en sorte que des hommes Ijaw transportent Iginuwa et son entourage dans leurs canoës jusqu'à leur destination . Ainsi, Iginuwa devient le premier Olu, ou Odihi-n'ame, et fonda le royaume Itsekiri  .
Selon certaines traditions, la migration d'Iginuwa rencontre des êtres appelés umale à leur arrivée. Alors que la plupart sont partis, certains restent et acceptent l'autorité d'Iginuwa. L'un d'eux, nommé Itsekiri, est accueillant envers Iginuwa, ce qui a valu au nouveau royaume d'être nommé en son honneur. On pense également que le nom Itsekiri est dérivé du mot Ijaw « Seikiri », qui se traduit par « terrain de jeu ». 

## Mort
Le règne d'Olua prend fin après une période d'environ sept ans, vers 1480 . Son frère, Ozolua, lui succède, montant sur le trône après un interrègne de trois ans au cours duquel une forme de gouvernance républicaine est en place . Ozolua, un oba connu pour ses campagnes militaires, attaque plusieurs territoires et peuples, dont les Idanre, les Igala et les Nupe. Il entretient également des liens avec son neveu Iginuwa et le royaume Itsekiri, leur offrant cadeaux et soutien.

## Postérité
Olua est une figure complexe dans l'histoire du Bénin. Ses actions conduisent à la création du royaume d'Itsekiri, mais il est également connu pour son mépris pour les traditions et les décisions quimènent aux conflits internes,,. Son règne est marqué par l'opposition de ses sujets et fonctionnaires,,. On le commémore comme "Olua le prodigue, qui paie la dette qu'il ne doit pas",,.

## Lectures complémentaires
- O. Otite, The Urhobo People, Shaneson C. I., 2003 (lire en ligne)
- Bamgbose Jimoh Adele, Political Parties and Democracy in Nigeria, 2001 (ISBN 978-978-047-727-1)